# (6377) Cagney
(6377) Cagney es un asteroide perteneciente al cinturón de asteroides, región del sistema solar que se encuentra entre las órbitas de Marte y Júpiter.
Fue descubierto el 25 de junio de 1987 por Antonín Mrkos desde el Observatorio Kleť.

## Designación y nombre
Designado provisionalmente como 1987 ML1, fue Nombrado en memoria del actor de cine James Cagney (1899-1986). Aunque interpretó papeles de tipo duro en numerosas películas de gánsteres, Cagney también era un cantante y bailarín talentoso, y en 1942 ganó un premio de la Academia por su interpretación del showman George M. Cohan en Yankee Doodle Dandy .

## Características orbitales
(6377) Cagney está situado a una distancia media del Sol de 2,620 ua, pudiendo alejarse hasta 3,043 ua y acercarse hasta 2,197 ua. Su excentricidad es 0,161 y la inclinación orbital 15,430 grados. Emplea 1548,95 días en completar una órbita alrededor del Sol.

## Características físicas
La magnitud absoluta de (6377) Cagney es 12,70.